# Бахмутово (Новгородская область)
Бахмутово — деревня в Старорусском районе Новгородской области в составе Наговского сельского поселения.

## География
Находится в южной части Новгородской области на расстоянии приблизительно 16 км на запад-северо-запад по прямой от железнодорожного вокзала города Старая Русса на правом берегу речки Псижа.

## История
На карте 1840 года была обозначена как поселение с 21 двором. В 1908 году здесь (Старорусский уезд Новгородской губернии) было учтено 38 дворов.

## Население
Численность населения: 294 человека (1908 год), 9 (русские 100 %) в 2002 году, 8 в 2010.